# Bombardements de Tétouan
Le 18 juillet 1936, la ville marocaine de Tétouan fut la cible d'un bombardement aérien, effectué par des avions espagnols fidèles à la Seconde République espagnole. Ces bombardements visaient à affaiblir  la rébellion militaire fasciste qui déclencha la guerre civile espagnole, quelques heures seulement après le début du soulèvement mené par Franco.

## Arrière-plan
Dans la soirée du 17 juillet 1936, la garnison locale de l'armée espagnole d'Afrique à Tétouan annonce son soutien au soulèvement et, au coucher du soleil, prend le contrôle de la ville, alors capitale du protectorat espagnol au Maroc. Arturo Álvarez-Buylla Godino, haut-commissaire d'Espagne au Maroc, avait refusé de se joindre à la rébellion mais avait finalement été capturé et remplacé par le colonel Eduardo Sáenz de Buruaga. À ce moment-là, les rebelles avaient pris le contrôle du Protectorat. Le Premier ministre espagnol Santiago Casares Quiroga, qui a reçu des informations sur les événements au Maroc dans la soirée du 17 juillet, a ordonné à la marine et à l'armée de l'air espagnoles de frapper les principaux bastions rebelles. Les militaires fidèles ont improvisé des avions de transport Douglas DC-2 et Fokker F VII pour bombarder les quartiers généraux et les aérodromes de Melilla, Ceuta, Larache et Tétouan.

## Frappe aérienne
Un Fokker F VII et un Douglas DC-2 ont décollé de l'aérodrome de La Tablada, à Séville, à 4 heures du matin, transportant huit bombes chacun[réf. nécessaire]. Le commandant de la base aérienne avait prévu une frappe de quatre avions, mais un lieutenant impliqué dans le soulèvement a saboté deux avions en tirant sur leurs moteurs. L'un des avions a largué trois bombes de 10kg chacune sur la caserne de la Légion espagnole à Melilla, tuant deux légionnaires. Le DC-2, équipé de huit bombes de 8 kg, dirigées vers Tétouan, où leur cible principale était le siège du Haut Commissariat.
Les bombes DC-2 ont atterri autour de la Grande Mosquée de la Médina de la ville, tuant 15 personnes et en blessant 40. La frappe aérienne a provoqué la réaction de la population locale, et une foule hostile, ralliée par le leader nationaliste marocain Abdejalak Torres, s'est rassemblée devant le bâtiment du Haut Commissariat. Ahmed Ganmia, le grand vizir de 76 ans, qui avait été informé du soulèvement la veille par Juan Beigdeber, chef de la Commission des affaires indigènes, a réussi à apaiser la foule en parcourant à cheval les rues de Tétouan.Au moins une source affirme que les dégâts ont en réalité été causés par des tirs au sol dirigés contre l'avion par un groupe de troupes "indigènes" régulières[réf. nécessaire].

## Conséquences
Peu de temps après le voyage de bombardement aller-retour entre La Tablada et Tétouan, Séville fut reprise par les forces rebelles dirigées par le général Queipo de Llano. Les pilotes ont décollé pour Madrid juste à temps avant d'être arrêtés. Deux autres pilotes pilotant deux Fokker F VII du Sahara espagnol qui avaient fait escale à La Tablada furent capturés et exécutés par un peloton d'exécution.
Outre le confinement des manifestants à Tétouan, Ganmia est également crédité de l'enrôlement massif d'hommes marocains dans l'armée rebelle qui a suivi. Pour cette action, il fut récompensé par Francisco Franco avec la Laureada de San Fernando, la plus haute décoration militaire d'Espagne.
Pendant le reste de la guerre, l'armée de l'air républicaine mena des raids aériens sporadiques sur le Maroc, ciblant en particulier les installations localisées à  Melilla, abritant des casernes militaires et un terminal d'exportation de minerais qui expédiait du minerai de fer et d'autres minéraux à l'étranger,.